# Associazione Calcio Legnano 1984-1985
Questa voce raccoglie le informazioni riguardanti l'Associazione Calcio Legnano nelle competizioni ufficiali della stagione 1984-1985.

## Stagione

Ernestino Ramella (a destra), al Legnano dal 1984 al 1985

Con l'obiettivo di salvarsi mantenendo un ruolino di marcia migliore di quello della stagione precedente, l'organico subisce un importante cambiamento. Vengono ceduti il difensore Oscar Lesca, i centrocampisti Dario Catena, Vito De Lorentis e Giovanni Rota e gli attaccanti Maurizio Lucchetti e Riccardo Bulgarani, mentre sono acquistati i centrocampisti Loris Boni, Antonio Fontanesi e Giorgio Zaninetti.
Nella stagione 1984-85 il Legnano disputa il girone A della Serie C1, concludendo il campionato al 9º posto in classifica con 32 punti, a 13 lunghezze dalla zona promozione e a 2 punti dalla Jesina, prima delle retrocesse. In Coppa Italia Serie C, i Lilla arrivano al secondo posto del girone C, risultato che non permette alla squadra di passare al turno successivo.

## Divise e sponsor
La grande novità riguardante le maglie è la presenza del logo dello sponsor tecnico, adidas, che campeggia sulle divise lilla per la prima volta. La maglia è lilla e le uniche differenze cromatiche si notano sul colletto e sui bordi delle maniche, che sono bianchi. La divisa non presenta altre sponsorizzazioni oltre a quella siglata con adidas.
| Casa |

## Organigramma societario
Area direttiva
- Presidente: comm. Giovanni Mari

Area tecnica
- Allenatore: Andrea Valdinoci

## Rosa
| N. |                   | Ruolo | Calciatore        |
| -- | ----------------- | ----- | ----------------- |
|    | Italia (bandiera) | A     | Roberto Baldan    |
|    | Italia (bandiera) | P     | Luigi Belletta    |
|    | Italia (bandiera) | C     | Loris Boni        |
|    | Italia (bandiera) | C     | Dario Bottoni     |
|    | Italia (bandiera) | D     | Luigi Cappelletti |
|    | Italia (bandiera) | D     | Giovanni Cozzi    |
|    | Italia (bandiera) | C     | Antonio Fontanesi |
|    | Italia (bandiera) | A     | Davide Fontolan   |

| N. |                   | Ruolo | Calciatore          |
| -- | ----------------- | ----- | ------------------- |
|    | Italia (bandiera) | C     | Daniele Fortunato   |
|    | Italia (bandiera) | C     | Gaetano Paolillo    |
|    | Italia (bandiera) | A     | Ernestino Ramella   |
|    | Italia (bandiera) | D     | Davide Roncaglia    |
|    | Italia (bandiera) | C     | Giovanni Xotta      |
|    | Italia (bandiera) | C     | Giorgio Zaninetti   |
|    | Italia (bandiera) | D     | Fabrizio Zoppellaro |
|    | Italia (bandiera) | D     | Luigi Zubiani       |

## Risultati

### Campionato

#### Girone di andata
| Arbitro: | Baldacci (Torino) |

|               |           |                     |
| Fortunato 19’ | Marcatori | 28’ (rig.) Parlanti |

| Arbitro: | Nicchi (Arezzo) |

|              |           |             |
| De Gradi 28’ | Marcatori | 50’ Ramella |

| Legnano 7 ottobre 1984 3ª giornata | Legnano       | 0 – 0 | Carrarese | Stadio Comunale\| Arbitro: \| Isola (Parma) \| |
| Arbitro:                           | Isola (Parma) |       |           |                                                |

| Arbitro: | Bettini (Forlì) |

|           |           |  |
| Mochi 63’ | Marcatori |  |

| Arbitro: | Bin (Torino) |

|                                   |           |  |
| Paolillo 12’ (rig.) Fortunato 57’ | Marcatori |  |

| Arbitro: | Tedeschi (Bologna) |

|                     |           |  |
| Paolillo 79’ (rig.) | Marcatori |  |

| Arbitro: | Calabretta (Catanzaro) |

|  |           |             |
|  | Marcatori | 52’ Ramella |

| Arbitro: | De Luca (Napoli) |

|  |           |             |
|  | Marcatori | 18’ Galassi |

| Arbitro: | Cassi (Pisa) |

|           |           |  |
| Carlo 23’ | Marcatori |  |

| Arbitro: | Barbarici (Cagliari) |

|            |           |  |
| Ramella 7’ | Marcatori |  |

| Arbitro: | Tarallo (Como) |

|            |           |  |
| Gritti 42’ | Marcatori |  |

| Asti 9 dicembre 1984 12ª giornata | Asti TSC            | 0 – 0 | Legnano | Stadio Censin Bosia\| Arbitro: \| Pomentale (Bologna) \| |
| Arbitro:                          | Pomentale (Bologna) |       |         |                                                          |

| Arbitro: | Caprini (Perugia) |

|                              |           |             |
| Paolillo 14’ D. Fontolan 75’ | Marcatori | 30’ Buffone |

| Arbitro: | Bettini (Bettini) |

|                   |           |            |
| Baggio 60’ (rig.) | Marcatori | 6’ Ramella |

| Arbitro: | Calabretta (Catanzaro) |

|  |           |            |
|  | Marcatori | 69’ Scarpa |

| Treviso 13 gennaio 1985 16ª giornata | Treviso             | 0 – 0 | Legnano | Stadio Omobono Tenni\| Arbitro: \| Ruffinengo (Savona) \| |
| Arbitro:                             | Ruffinengo (Savona) |       |         |                                                           |

| Arbitro: | Amendolia (Messina) |

|                             |           |                         |
| Cozzi 51’, 56’ Paolillo 73’ | Marcatori | 88’ (rig.) Gabbriellini |

#### Girone di ritorno
| Pistoia 3 febbraio 1985 18ª giornata | Pistoiese                     | 0 – 0 | Legnano | Stadio Comunale\| Arbitro: \| Quartuccio (Torre Annunziata) \| |
| Arbitro:                             | Quartuccio (Torre Annunziata) |       |         |                                                                |

| Legnano 10 febbraio 1985 19ª giornata | Legnano         | 0 – 0 | SPAL | Stadio Comunale\| Arbitro: \| Guida (Palermo) \| |
| Arbitro:                              | Guida (Palermo) |       |      |                                                  |

| Arbitro: | Tedeschi (Bologna) |

|           |           |               |
| Corsi 32’ | Marcatori | 89’ Fortunato |

| Legnano 24 febbraio 1985 21ª giornata | Legnano             | 0 – 0 | Ancona | Stadio Comunale\| Arbitro: \| Satariano (Palermo) \| |
| Arbitro:                              | Satariano (Palermo) |       |        |                                                      |

| Arbitro: | Conforti (Macerata) |

|                     |           |               |
| Paradiso 48’ (rig.) | Marcatori | 30’ Fontanesi |

| Pavia 10 marzo 1985 23ª giornata | Pavia              | 0 – 0 | Legnano | Stadio Comunale\| Arbitro: \| Stafoggia (Pesaro) \| |
| Arbitro:                         | Stafoggia (Pesaro) |       |         |                                                     |

| Arbitro: | Scalise (Bologna) |

|  |           |          |
|  | Marcatori | 58’ Erba |

| Arbitro: | Ingargiola (Marsala) |

|                          |           |  |
| Righetti 14’ De Luca 31’ | Marcatori |  |

| Arbitro: | Acri (Novi Ligure) |

|           |           |             |
| Cozzi 72’ | Marcatori | 86’ Snidaro |

| Arbitro: | Bettini (Forlì) |

|                       |           |                 |
| Luccini 62’ Bardi 77’ | Marcatori | 12’ D. Fontolan |

| Legnano 21 aprile 1985 28ª giornata | Legnano          | 0 – 0 | Brescia | Stadio Comunale\| Arbitro: \| Fiorenza (Siena) \| |
| Arbitro:                            | Fiorenza (Siena) |       |         |                                                   |

| Arbitro: | Amendolia (Messina) |

|                 |           |  |
| D. Fontolan 66’ | Marcatori |  |

| Jesi 12 maggio 1985 30ª giornata | Jesi               | 0 – 0 | Legnano | Stadio Comunale\| Arbitro: \| Di Cola (Avezzano) \| |
| Arbitro:                         | Di Cola (Avezzano) |       |         |                                                     |

| Arbitro: | Bruni (Arezzo) |

|  |           |             |
|  | Marcatori | 29’ Mazzeni |

| Reggio Emilia 26 maggio 1985 32ª giornata | Reggiana        | 0 – 0 | Legnano | Stadio Mirabello\| Arbitro: \| Monni (Sassari) \| |
| Arbitro:                                  | Monni (Sassari) |       |         |                                                   |

| Arbitro: | Trentalange (Torino) |

|                     |           |                      |
| Paolillo 22’ (rig.) | Marcatori | 10’ (rig.) Tirapelle |

| Modena 9 giugno 1985 34ª giornata | Modena            | 0 – 0 | Legnano | Stadio Alberto Braglia\| Arbitro: \| Gargiulo (Napoli) \| |
| Arbitro:                          | Gargiulo (Napoli) |       |         |                                                           |

### Coppa Italia Serie C

#### Fase eliminatoria a gironi
| Arbitro: | Scalise (Bologna) |

|  |           |            |
|  | Marcatori | 53’ Pistis |

| Legnano 25 agosto 1984 2ª giornata | Legnano | 2 – 0 | Rhodense | Stadio Comunale |

| Omegna 3 settembre 1984 3ª giornata | Omegna | 1 – 1 | Legnano |  |

| Arbitro: | Tarallo (Como) |

|                          |           |                         |
| Labadini 45’, 62’ (rig.) | Marcatori | 75’ Zubiani 89’ Ramella |

| Rho 9 settembre 1984 5ª giornata | Rhodense | 1 – 2 | Legnano |  |

| Legnano 16 settembre 1984 6ª giornata | Legnano | 2 – 1 | Omegna | Stadio Comunale |

## Statistiche

### Statistiche di squadra
| Competizione         | Punti | Totale | Totale | Totale | Totale | Totale | Totale | DR |
| Competizione         | Punti | G      | V      | N      | P      | Gf     | Gs     | DR |
| -------------------- | ----- | ------ | ------ | ------ | ------ | ------ | ------ | -- |
| Serie C1             | 32    | 34     | 7      | 18     | 9      | 19     | 20     | -1 |
| Coppa Italia Serie C | 8     | 6      | 3      | 2      | 1      | 9      | 6      | +3 |

### Statistiche dei giocatori
| Giocatore      | Serie C1 | Serie C1 |
| Giocatore      | Presenze | Reti     |
| -------------- | -------- | -------- |
| R. Baldan      | 11       | 0        |
| L. Belletta    | 34       | 0        |
| L. Boni        | 30       | 0        |
| D. Bottoni     | 19       | 0        |
| L. Cappelletti | 33       | 0        |
| G. Cozzi       | 26       | 3        |
| A. Fontanesi   | 22       | 1        |
| D. Fontolan    | 22       | 3        |
| D. Fortunato   | 31       | 3        |
| G. Paolillo    | 33       | 5        |
| E. Ramella     | 18       | 4        |
| D. Roncaglia   | 19       | 0        |
| G. Xotta       | 31       | 0        |
| G. Zaninetti   | 32       | 0        |
| F. Zoppellaro  | 32       | 0        |
| L. Zubiani     | 33       | 0        |